# Finale della Coppa CERS 1986-1987
La finale della 7ª edizione della Coppa CERS fu disputata in gara d'andata e ritorno tra gli italiani dell'Amatori Lodi e gli spagnoli del Noia. Con il punteggio complessivo di 11 a 10 fu l'Amatori Lodi ad aggiudicarsi per la prima volta nella storia il trofeo.

## Le squadre
| Squadre      | Partecipazioni precedenti (il grassetto indica la vittoria) |
| ------------ | ----------------------------------------------------------- |
| Amatori Lodi | Nessuna                                                     |
| Noia         | Nessuna                                                     |

## Il cammino verso la finale
L'Amatori Lodi si qualificò alla finale con i seguenti risultati:
- Primo turno: eliminato il Carhaix (vittoria per 5-2 all'andata e per 16-7 al ritorno);
- Quarti di finale: eliminato il Gazinet-Cestas (vittoria per 9-1 all'andata e pareggio per 15-4 al ritorno);
- Semifinale: eliminato il Tordera (gare non disputate per ritiro e successiva squalifica del Tordera).

Il Noia si qualificò alla finale con i seguenti risultati:
- Quarti di finale: eliminato il Ober-Ramstadt (vittoria per 12-3 all'andata e per 5-4 al ritorno);
- Semifinale: eliminato lo Sporting CP (vittoria per 6-4 all'andata e per 7-2 al ritorno).

## Tabellini

### Andata
| Sant Sadurní d'Anoia 13 giugno 1987 | Noia | 7 – 5 | Amatori Lodi | Pavelló de l'Ateneu Agrícola |

### Ritorno
| Lodi 23 giugno 1987 | Amatori Lodi | 6 – 3 | Noia | PalaRiboni |